# 충청북도의 시도등록문화유산
충청북도 등록문화재는 충청북도가 지정하는 시도등록문화재로서, 충북도지사가 문화재보호법 및 2020년 개정된 충청북도 문화재 보호 조례에 따라 지정문화재나 국가등록문화재가 아닌 유형문화재, 기념물, 민속문화재 중에서 보존과 활용을 위한 조치가 특별히 필요하여 등록한 문화재이다. 시도등록문화재 제도는 등록문화재 제도를 국가와 지자체에서 이원화하여 시행하고자 2019년 12월 25일부터 시행되었으며, 첫 문화재인 구 충주역 급수탑이 2022년 지정되었다.

## 지정 목록
| 번호 | 사진 | 명칭                                | 소재지                        | 관리자 (단체) | 지정일          | 참조 |
| 1호  |      | 구 충주역 급수탑 (舊 忠州驛 給水塔) | 충청북도 충주시 봉방동 156-14 | 충주시        | 2022년 2월 18일 |      |

## 같이 보기
- 충청북도의 국가등록문화재